# Скандале
Сканда̀ле (на италиански: Scandale, на местен диалект Scandali, Скандали) е малко градче и община в Южна Италия, провинция Кротоне, регион Калабрия. Разположено е на 162 m надморска височина. Населението на общината е 15 777 души (към 2012 г.).